# Tahlequah (Washington)
Tahlequah es un área no incorporada ubicada en el condado de King en el estado estadounidense de Washington.

## Geografía
Tahlequah se encuentra ubicado en las coordenadas 47°19′58″N 122°30′22″O / 47.33278, -122.50611.